# West of England Challenger 2002
Il West of England Challenger 2002 è stato un torneo di tennis facente parte della categoria ATP Challenger Series nell'ambito dell'ATP Challenger Series 2002. Il torneo si è giocato a Bristol in Gran Bretagna dal 9 al 14 luglio 2002 su campi in erba.

## Vincitori

### Singolare
Karol Beck ha battuto in finale  Alexander Peya con il punteggio di 6–0, 6–3

### Doppio
Dejan Petrović  /  Aisam-ul-Haq Qureshi hanno battuto in finale  Daniele Bracciali /  Gianluca Pozzi con il punteggio di 6–3, 6–2